# Thérèse d'Entença
Thérèse d'Entença ou Thérèse d'Entenza (v.1300 — 20 octobre 1327 à Saragosse) est la fille aînée de Gombauld d'Entença et de sa femme Constance d'Antillon. Elle était comtesse d'Urgell par héritage. Cependant, le contrôle de ses États passa à son mari, le futur Alphonse IV d'Aragon.

## Famille
Son père, Gombauld d'Entença, mort entre 1304 et 1308, était seigneur d'Alcolea, de Giva et de Gestalgar. Son testament, rédigé le 12 septembre 1304, fait de Thérèse son héritière universelle. Sa mère, Constance d'Antillon, était fille de Sanche d'Antillon et de Léonore de Cabrera-Urgell, laquelle était fille d'Alvaro, comte d'Urgell et de Constance de Montcade. Alvaro d'Urgell était également père d'Armengol X d'Urgell par sa seconde femme Cécile de Foix.

## Biographie
Sans enfant, Armengol X, comte d'Urgell, accepta avec Jacques II, roi d'Aragon d'ammener la succession du comté au sein de la famille royale. Les clauses du testament d'Armengol obligeaient Thérèse d'Entença, sa petite nièce à épouser un fils du roi d'Aragon qui ne soit pas appelé à régner, de sorte à empêcher l'annexion du comté d'Urgell par la Couronne d'Aragon. 
Armengol meurt en juillet 1314 et Thérèse d'Entença épouse le 10 novembre 1314 à Lérida l'infant Alphonse d'Aragon, second fils de Jacques II et de Blanche d'Anjou. Cependant, le 5 octobre 1319, l'héritier de la Couronne Jacques d'Aragon renonce à ses droits pour rejoindre la vie monastique et Alphonse devient l'héritier.
En 1323, elle accompagne son mari chargé de faire la conquête de la Sardaigne. Elle meurt en couches le 20 octobre 1327 à Saragosse, quelques jours avant que son mari ne monte sur le trône. Afin de respecter le testament de son grand-oncle, ce fut son second fils Jacques qui lui succède en Urgell.
Alphonse IV se remarie avec Éléonore de Castille, l'ancienne fiancée de son frère aîné.

## Postérité
De son mariage avec Alphonse d'Aragon, elle a donné naissance à :
- Alphonse d'Aragon (v.1315 — 1317 à Balaguer),
- Constance d'Aragon, (v.1318 — 1346 à Montpellier), mariée à Jacques III, roi de Majorque,
- Pierre IV (5 septembre 1319 à Balaguer — 5 janvier 1387 à Barcelone), futur roi d'Aragon,
- Jacques Ier (en) (1321 — 15 novembre 1347 à Barcelone), comte d'Urgell
- Isabelle (1323 à Saragosse — 1327)
- Frédéric (v.1325 — mort jeune)
- Sanche (octobre 1327 — novembre ou décembre 1327)